# Smittipora cordiformis
Smittipora cordiformis är en mossdjursart. Smittipora cordiformis ingår i släktet Smittipora och familjen Onychocellidae.
Artens utbredningsområde är Röda havet. Inga underarter finns listade i Catalogue of Life.